# Astripomoea
Astripomoea – rodzaj roślin z rodziny powojowatych (Convolvulaceae). Obejmuje 12 gatunków występujących w Afryce Subsaharyjskiej i Arabii Saudyjskiej. Niektóre gatunki uprawiane są jako ozdobne.

## Morfologia
PokrójRośliny zielne (roczne i byliny) o pędach z reguły gęsto owłosionych, z włoskami gwiazdkowatymi.
LiścieOgonkowe, o jajowatej blaszce.
KwiatyWyrastają z kątów liści lub na szczycie pędu zebrane w wierzchotkowate kwiatostany, czasem w formie wiech. Działki kielicha w liczbie 5 są nierówne. Korona purpurowa, fioletowa lub biała, często z ciemnym, purpurowym środkiem. Zalążnia dwukomorowa. Szyjka słupka pojedyncza, zakończona podługowatym lub kulistym znamieniem.
OwoceTorebki zawierające owłosione nasiona.

## Systematyka
Pozycja systematyczna
Rodzaj z plemienia Ipomoeeae z podrodziny Convolvuloideae w obrębie rodziny powojowatych (Convolvulaceae).
Wykaz gatunków 
- Astripomoea cephalantha (Hallier f.) Verdc.
- Astripomoea delamereana (Rendle) Verdc.
- Astripomoea grantii (Rendle) Verdc.
- Astripomoea hyoscyamoides (Vatke) Verdc.
- Astripomoea lachnosperma (Choisy) A.Meeuse
- Astripomoea longituba Verdc.
- Astripomoea malvacea (Klotzsch) A.Meeuse
- Astripomoea nogalensis (Chiov.) Verdc.
- Astripomoea polycephala (Hallier f.) Verdc.
- Astripomoea procera Thulin
- Astripomoea rotundata (Pilg.) A.Meeuse
- Astripomoea tubiflora (Hallier f.) Verdc.